# Albert Sirk
Albert Sirk (znan tudi po nadimku Jožinov Berto), slovenski slikar, * 26. maj 1887, Križ pri Trstu, † 13. september 1947, Celje.

## Življenje
Sirk se je rodil v Križu pri Trstu, kjer je preživel svojo mladost. V letih 1912-13 je obiskoval slikarska tečaja na likovnih akademijah v Benetkah in Urbinu. Vmes je bil mdr. v Avstroogrski vojni mornarici v Pulju, kjer je postal njen uradni slikar. Sprva je poučeval risanje v Trstu, 1929 pa se je pred vzpenjajočim fašizmom umaknil v Jugoslavijo, kjer je najprej dobil službo kot učitelj risanja na šoli v Lenartu v Slovenskih goricah, 1938 pa se je  preselil v Celje, kjer je poučeval na celjski gimnaziji. 1941 je bil tako kot številni zavedni Slovenci izgnan v Zaječar. Po koncu vojne se je vrnil v rojstne kraje ter deloval v Trstu in Portorožu, umrl pa je v Celju, kjer je tudi pokopan. 
Med drugim je samostojno razstavljal leta 1936 v Skopju, Mariboru (1937, pregledna razstava ob njegovi petdesetletnici), Celju (1939), retrospektivno razstavo so mu priredili leta 1972 v Obalnih galerijah Piran, pregledno razstavo pa ob 130 letnici slikarjevega rojstva leta 2017 v Narodni galeriji v Ljubljani.

## Umetniško delo
Sirk velja za pravega slikarja morja, mornarjev in ribičev in za prvega slovenskega marinista. Dozorel in razvil se je v samosvojega slikarja, ki je svoje morske motive iskal v Dalmaciji in Severni Makedoniji, ki ju je večkrat obiskoval. Čeprav je v tem času nastalo nekaj lepih sončno zelenih vedut, je ostal zvest morju. 
Slikal je zlasti v olju in akvarelu, najprej pod vplivom ekspresionizma in nove stvarnosti (portrete, socialnokritično motiviko), večinoma pa realistično z močnimi barvami. Uveljavil se je tudi kot ilustrator (mdr. Seliškarjeve Bratovščine Sinjega galeba, 1936), karikaturist in risar.

## Izbrana dela
- Prihod ladij v pristanišče, 1913, olje na platnu, 53 × 78 cm. Zadružna kraška banka, Trst
- Ribiške barke, 1921, akvarel na papirju, 20 × 28 cm. Zasebna last
- Ribiči se vračajo, 1921, grafit, akvarel, tempera, papir, 17.4 × 25.9 cm. Zasebna last
- Moja mati, 1929, olje, platno, kaširano na lepenko, 37.1 × 27.2 cm. Zasebna last
- Ivan Čargo, 1929, oglje, pastel, akvarel, papir, 65.3 × 42.2 cm. Zasebna last
- Tunolov, 1931, grafit, pero, akvarel, papir, 48 × 70.5 cm. Zasebna last
- Potok v zimi, 1931, olje na kartonu, 50 × 68.5 cm. Umetnostna galerija Maribor
- Morje, 1931, karton, 30.5 × 49 cm. Zasebna last
- Portret Sirkove žene v narodni noši, 1932, olje na platnu, 61.1 × 51.8 cm. Zasebna last
- Sv. Lenart v Slovenskih goricah, 1934, olje na platnu, 70.1 × 90.1 cm. Zasebna last
- Težaki, 1934, olje, platno, kaširano na lepenko, 47.5 × 69 cm. Zasebna last
- Jadrnice se vračajo, 1935, olje, juta, 95 × 99.7 cm. Umetnostna galerija Maribor
- Ilustracija za knjigo »Bratovščino sinjega galeba« (Fantje na ladji Meteor, 1935, grafit, perorisba, papir, 19 × 20.3 cm. Goriški muzej Kromberk - Nova Gorica
- Ilustracija za knjigo »Bratovščino sinjega galeba« (Mihael za krmilom Meteorja), 1935, grafit, perorisba, papir, 18 × 20 cm. Goriški muzej Kromberk - Nova Gorica
- Avtoportret (Sam sebe), 1936, olje na platnu, 55 × 41 cm. Zasebna last
- Prihod Slovencev na morje, 1938, olje na platnu, 40 × 139.5 cm. Moderna galerija (Ljubljana)
- Oljčni gaj pri Vrgadi, 1938, olje na platnu, 60.4 × 80.5 cm. KB1909 - Delniška družba
- Hramina - Murter, 1939, olje na platnu, 21 × 33 cm. Zasebna last
- Ribe, 1939, olje na platnu, 58 × 66 cm. Narodna galerija Slovenije, Ljubljana
- Robanov kot v Logarski dolini, 1940, olje na platno, 37 × 48 cm. Zasebna last
- Marija z otrokom, 1939, olje na platno, 83 × 65 cm. Muzej krščanstva na Slovenskem
- Morje, 1940, olje na platnu, 90.7 × 121.3 cm. Umetniška zbirka Autocommercea, Ljubljana
- Kalafati pri malici, 1940, olje, lepenka, 29.9 × 39.8 cm. Zasebna last
- Po dežju / Marina po dežju, 1940, olje, platno, kaširano na lepenko, 30.8 × 46.5 cm. Zasebna last
- Pred nevihto, 1940, olje na platnu, 49.6 × 70.3 cm. Zasebna last
- Avtoportret karikatura, 1940, akvarel na papirju, 38 × 28 cm. Zasebna last
- Morje ob pečinah, 1941, olje na platnu, 54.7 × 68 cm. Narodna galerija Slovenije, Ljubljana
- Deklice pri kopanju, 1945, olje na platnu, 39 × 52 cm. Zasebna last
- Nočni ribolov, 1946, olje, lepenka, 38 × 47.1 cm. Zasebna last